# Hippolyte Heizler
Hippolyte Heizler, né à Paris le 19 avril 1828 et mort à Paris (4e arrondissement) le 20 octobre 1871, est un sculpteur animalier français.

## Biographie
Heizler est le fils du sculpteur Clément-Bernard-Hippolyte et de son épouse Julie Lecourt. Élève de Lequien, il débute au Salon des Refusés de 1846 et obtient la Médaille "honorable" en 1852. Il a collaboré de façon anonyme à la décoration du Louvre, des Tuileries et de l'Opéra de Paris. Dès 1846, il installe son atelier au 182 rue de Charonne à Paris. En, 1868, son atelier se situe 56 rue Oberkampf. Pendant le siège de Paris de 1870,  il contracte une bronchite aiguë et meurt des suites de cette maladie le 20 octobre 1871.

## Œuvres

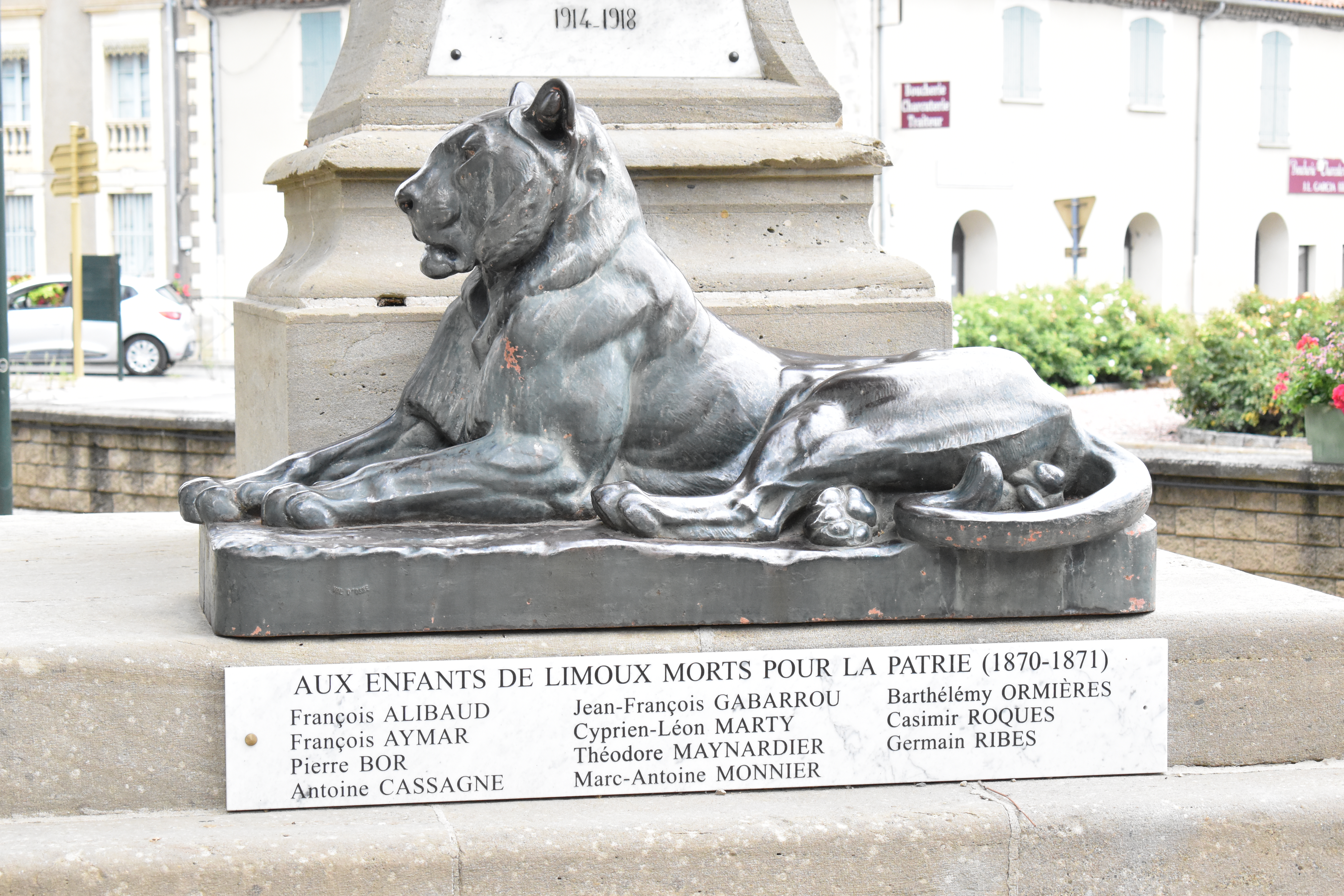
Lion d'Hippolyte Heizler du Monument aux morts de Limoux.

- Lion d'Hippolyte Heizler du Monument aux morts de Limoux.Lion du Monument aux morts de 1870, ou La Défense du drapeau d'Aristide Croisy, 1900, bronze, Limoux[7],[8].
- Le Loup et l'agneau, groupe en fonte du Val d’Osne, Le Mans, Jardin des plantes[9].
- Tigre, bronze[10].
- Lion, bronze[11].
- Lion chevauché par un amour, bronze[12].
- Bécassines, bronze[13].
- Paon, bronze[14].
- Panthère, bronze[15].
- Chien du Mont Saint-Bernard, plâtre, Vannes, musée des beaux-arts la Cohue[16].
- Paon sur un vase avec deux pigeons[17].
- Éléphant et tigre, plâtre[17]..
- Auroch et ours, plâtre[17]..
- Éléphant étouffant un lion, plâtre[17]..